# Hotel Room Service
Singles de Pitbull
I Know You Want Me (Calle Ocho) Shut It Down
Hotel Room Service est un single du rappeur Pitbull sorti comme troisième piste de son dernier album, Rebelution. Il est paru sur iTunes et à la radio le 16 juin 2009. Il est classé 8e au Billboard Hot 100, ce qui correspond au deuxième top 10 du chanteur, avec I Know You Want Me.
Ce morceau reprend la mélodie d'un passage de Push the Feeling On des Nightcrawlers.
Il fait aussi référence à Whatever You Like de T.I. : « And like T.I. 's Whatever You Like » ; « Gimme that sweet, that nasty, that gushy stuff » ; Pull that g-string down south est repris de Nasty Girl de The Notorious B.I.G. ; le passage « We at the hotel, motel » provient de Rapper's Delight de The Sugarhill Gang, et Holiday Inn d'un single du même nom de Chingy.
Le 16 septembre 2009, le remix officiel est paru, avec la participation de Nicole Scherzinger, la chanteuse des Pussycat Dolls.

## Le clip
Le clip officiel est sorti le 10 août 2009, sur le « channel officiel » de Pitbull sur YouTube. Aujourd'hui, la vidéo a été vue plus de 83 millions de fois.
Aux États-Unis, nombreuses sont les stations radio qui ne diffusent pas le son original mais la version mixée, par exemple BBC Radio 1 et 95.8 Capital FM.

## Performance dans les hit-parades
| Classement (2009)                       | Meilleure position |
| --------------------------------------- | ------------------ |
| Australie Classement single             | 11                 |
| Australie Classement single             | 58*                |
| Autriche Classement single              | 22                 |
| Belgique Classement single (Flandre)    | 10                 |
| Belgique Classement single (Wallonie)   | 8                  |
| Canada Hot 100                          | 7                  |
| Danemark Classement single              | 10                 |
| Pays-Bas Top 40                         | 14                 |
| Europ Hot 100                           | 16                 |
| Finlande Classement single              | 16                 |
| France Classement single téléchargement | 12                 |
| Allemagne Classement single             | 22                 |
| Hongrie Classement airplay radio        | 28                 |
| Irlande Classement single               | 6                  |
| Italie Classement single                | 33                 |
| Nouvelle-Zélande Classement single      | 29                 |
| Pologne (ZPAV)                          | 8                  |
| Espagne Classement single               | 15                 |
| Suède Classement single                 | 14                 |
| Suisse Classement single                | 11                 |
| Turquie Top 20                          | 3                  |
| Royaume-Uni Classement single           | 9                  |
| Royaume-Uni Classement single R&B       | 5                  |
| États-Unis Billboard Hot 100            | 8                  |
| États-Unis Billboard Pop Songs          | 11                 |
| États-Unis Billboard R&B/Hip-Hop Songs  | 85                 |
| États-Unis Billboard Latin Songs        | 26                 |
| États-Unis Billboard Latin Pop Songs    | 24                 |
| États-Unis Billboard Rap Songs          | 7                  |
| États-Unis Billboard Tropical Songs     | 12                 |

| Classement annuel (2009)      | Position |
| ----------------------------- | -------- |
| Australie Classement single   | 93       |
| Hongrie Classement single     | 151      |
| Roumanie Top 100              | 64       |
| Suisse Classement single      | 67       |
| Royaume-Uni Classement single | 94       |
| États-Unis Billboard Hot 100  | 46       |

| Classement (2010)           | Position |
| --------------------------- | -------- |
| Australie Classement single | 96       |